# Municipio de Eastern (Illinois)
El municipio de Eastern (en inglés: Eastern Township) es un municipio ubicado en el condado de Franklin en el estado estadounidense de Illinois. En el año 2020 tenía una población de 589 habitantes y una densidad poblacional de 6,3 personas por km².

## Geografía
El municipio de Eastern se encuentra ubicado en las coordenadas 37°59′28″N 88°45′39″O / 37.99111, -88.76083. Según la Oficina del Censo de los Estados Unidos, el municipio tiene una superficie total de 93.81 km², de la cual 93,58 km² corresponden a tierra firme y (0,25 %) 0,23 km² es agua.

## Demografía
Según el censo de 2010, había 582 personas residiendo en el municipio de Eastern. La densidad de población era de 6,2 hab./km². De los 582 habitantes, el municipio de Eastern estaba compuesto por el 97,42 % blancos, el 0,17 % eran amerindios, el 0,34 % eran asiáticos y el 2,06 % eran de una mezcla de razas. Del total de la población el 0,52 % eran hispanos o latinos de cualquier raza.